# Ephedra rupestris
Ephedra rupestris är en kärlväxtart som beskrevs av George Bentham. Ephedra rupestris ingår i släktet efedraväxter, och familjen Ephedraceae. Inga underarter finns listade i Catalogue of Life.